# Most kolejowy w Okleśnej
Most kolejowy w Okleśnej – most kolejowy na Wiśle w województwie małopolskim, łączący Okleśną (powiat chrzanowski) z Miejscem (powiat wadowicki). Leży na trasie linii kolejowej nr 103 łączącej stację Trzebinia ze stacją Wadowice.

## Historia
Most powstał w 1899 roku. W 1905 roku w bezpośrednim sąsiedztwie mostu oddano do użytku strażnicę kolejową. W trakcie II wojny światowej został zniszczony przez wycofujące się wojska niemieckie. W 1946 roku został odbudowany. 7 października 2002 ruch pasażerski po moście został zawieszony. W 2018 roku most stanowił plan filmowy dla produkcji pt. Legiony w reżyserii Macieja Pawlickiego.